# Vùng protein

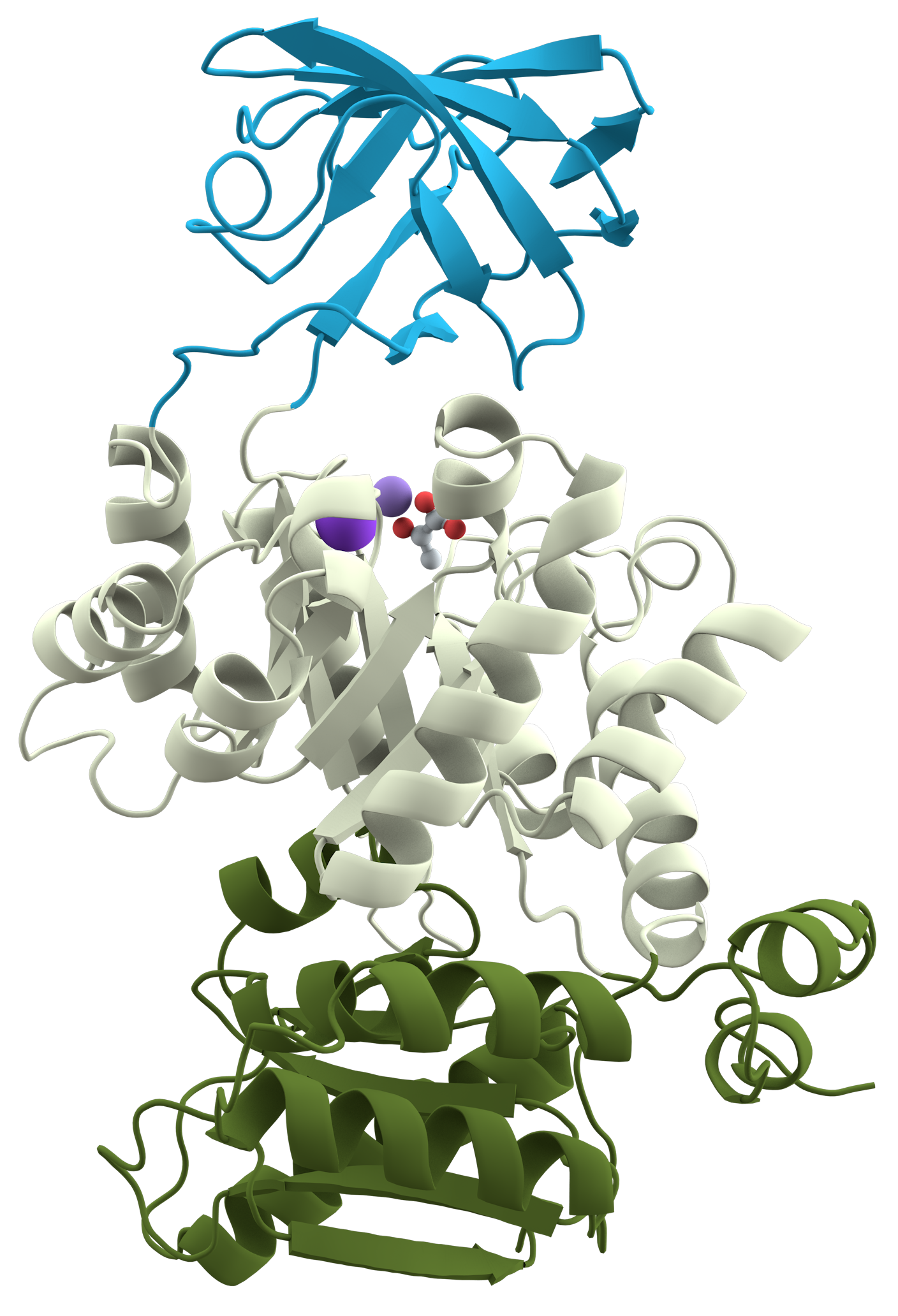
Pyruvate kinase, một loại protein với ba vùng.

Vùng protein (tiếng Anh: protein domain) là một phần được bảo tồn của một chuỗi protein nhất định và cấu trúc ba chiều có thể phát triển, hoạt động và tồn tại độc lập với phần còn lại của chuỗi protein. Mỗi vùng tạo thành một cấu trúc ba chiều nhỏ gọn và thường có thể độc lập ổn định và gấp lại. Nhiều protein bao gồm một số lĩnh vực cấu trúc. Một vùng có thể xuất hiện trong nhiều loại protein khác nhau. Tiến hóa phân tử sử dụng các vùng như các khối xây dựng và chúng có thể được kết hợp lại theo các cách sắp xếp khác nhau để tạo ra các protein có chức năng khác nhau. Nói chung, các vùng có chiều dài khác nhau từ khoảng 50 amino acid đến 250 axit dài. Các vùng ngắn nhất, chẳng hạn như ngón tay kẽm, được ổn định bởi các ion kim loại hoặc cầu disulfua. Các vùng thường tạo thành các đơn vị chức năng, chẳng hạn như vùng tay EF gắn với calci của peaceodulin. Bởi vì chúng ổn định độc lập, các vùng có thể được "hoán đổi" bằng kỹ thuật di truyền giữa protein này và protein khác để tạo protein chimeric.

## Bối cảnh
Khái niệm về vùng lần đầu tiên được đề xuất vào năm 1973 bởi Wetlaufer sau các nghiên cứu về tinh thể học tia X của hen lysozyme  và papain  và bằng các nghiên cứu phân giải protein giới hạn của globulin miễn dịch. Wetlaufer xác định vùng là đơn vị ổn định của cấu trúc protein có thể tự động gập lại. Trong quá khứ các vùng đã được mô tả như là đơn vị của:
- cấu trúc nhỏ gọn [6]
- chức năng và sự tiến hóa [7]
- gấp.[8]